# Magic Johnson
Earvin Johnson, Jr. (født 14. august 1959), bedre kendt som Magic Johnson er en tidligere amerikansk basketballspiller. 

## Klubkarriere
Johnson spillede i 1980'erne og starten af 1990'erne i NBA. Han var point guard for Los Angeles Lakers, hvor han på den tid blandt andet spillede mod Larry Bird fra Boston Celtics og Chicago Bulls' Michael Jordan. Han vandt flere NBA-mesterskaber i 1980'erne og er indehaver at rekorden som den spiller, der har lavet flest assists per kamp i NBA med et gennemsnit på 11,2.
Han måtte trække sig tilbage fra NBA-basketball, efter at han i november 1991 offentliggjorde, at han var HIV-positiv. Det lykkedes ham dog at vinde NBA-kollegerne over til hans sag, og i et kort comeback i 1996 blev han den første erklærede HIV-positive spiller i ligaen.
I 2002 blev Magic optaget i Naismith Memorial Basketball Hall of Fame.

## Landshold
Johnson blev, trods sin HIV-diagnose, udtaget til amerikanske landshold til OL 1992 i Barcelona, hvor professionelle spillere for første gang fik adgang til legene. Hans deltagelse sammen med en række af de bedste spillere fra NBA gav anledning til nogle kontroverser, men han deltog trods alt i turneringen. Det amerikanske hold med de mange stjerner blev benævnt "Dream Team", og de vandt da også sikkert alle kampene i indledende pulje, hvorpå de besejrede Puerto Rico og Litauen i kvart- og semifinalen. Finalen blev et opgør mod Kroatien, der havde revanche til gode fra indledende pulje, men heller ikke her levnede amerikanerne modstanderne en chance, da de vandt med 117-85 og dermed sikrede sig den ventede guldmedalje, mens Kroatien fik sølv og Litauen bronze.

## Videre karriere
Efter han trak sig tilbage, har han udmærket sig som fortaler for forebyggelse af HIV og sikker sex.
Han er desuden blevet en succesrig forretningsmand og blandt de mest succesrige af slagsen blandt afroamerikanere i landet. Han har desuden arbejdet som ekspertkommentator på tv samt som foredragsholder med motivation som sit speciale. I 2012 var han med til at købe baseballholdet Los Angeles Dodgers, og han er desuden medejer af flere hold inden for andre sportsgrene. I 2017 blev han konsulent for sin gamle klub, L.A. Lakers.